# Jetlag Productions
Jetlag Productions was een animebedrijf uit Japan. Het bedrijf werkte vooral samen met distributiebedrijf Goodtimes.

## Producties
Jetlag staat vooral bekend om de bewerkingen van oude sprookjes (Cinderella, Little Red Riding Hood, Snow White) en verhalen (A Christmas Carol). Daarbuiten was de studio echter ook de maker van enkele originele verhalen (Magic Gift of the Snowman) en tv-producties (Conan The Adventurer). De films werden allemaal gedistribueerd door Goodtimes Home Entertainment.

## Einde
Jetlag werd verkocht aan Gaiam op hetzelfde moment als Goodtimes. De laatste release die door de beide studio's werd gemaakt was The Huncheback of the Notre Dame. Deze direct-to-videofilm werd op VHS uitgebracht in 1996.